# Peter Casper Krossing
Peter Casper Krossing (21 de agosto de 1793 - 1 de septiembre de 1838) fue un compositor, organista y profesor de música danés.
Aunque siempre demostró habilidades musicales, no comenzó a tocar música profesionalmente hasta adulto. Estudió bajo la tutela de Friedrich Kunz. En 1816 ocupó el cargo de organista en la iglesia alemana de Copenhague, simultáneamente, de 1820 a 1827, trabajó como jefe de dirección en el Teatro Real. Enseñó en varias escuelas de Copenhague y de forma privada, entre sus estudiantes tuvo a Herman Levenskold.
La primera obra conocida de Krossing data de 1811. Principalmente, posee varias cantatas y otras obras corales, numerosas composiciones vocales (incluyendo poemas de Adam Elenshleger y Bernhard Ingeman), así como una sinfonía, un cuarteto de piano y otras obras de cámara.